# Giant (motorfiets)
Giant is een historisch motorfietsmerk.
De bedrijfsnaam was Murato Iron Works.
Waarschijnlijk maakte dit Japanse merk de eerste compleet Japanse motorfiets van na de Eerste Wereldoorlog. Hij werd in 1924 gepresenteerd en was ontwikkeld door Kamosuke Uchiyama.